# Nervus vagus
Nervus vagus (X) er den tiende kranienerve og en af de længste nerve i menneskekroppen. Den bærer autonome nerver til hjertet, luftveje, lunger, mavesæk, mm.; somatisk nerver til ganen, strubehoved, mm.; samt sensoriske nerver fra strubehoved, øremuslingen og øregangen. Den har derfor en kompleks komposition og mange afgreninger.
Man tiltaler som regel de to nervi vagi separat for hinanden, da de har et usymmetrisk forløb. I flertal tiltales de altså nervi vagi og for sig tiltales de nervus vagus dexter og nervus vagus sinister, hvor dexter er højre og sinister venstre.

## Struktur
Nerven har sit apparente udspring på den øverste del af medulla oblongata sammen med nervus glossopharyngeus (IX) og træder ud med denne igennem kraniebunden via foramen jugularis. I foramen adskilles nervus vagus fra nervus glossopharyngeus af vena jugularis interna, som også forlader kranium via foramen jugulare. Den deler desuden duraskede med nervus accesorius og de to deler også ganglion jugularis (sammen med nervus glossopharyngeus) lige ud for foramen jugulare, men de deler hurtigt veje herefter.
Nervus vagus krydser herefter antero-lateralt henover nervus glossopharyngeus og deltager sammen med denne i ganglion nodosum lige efter ganglion jugularis. Efter ganglion nodosum afgives rami pharyngei nervi vagi og nervus laryngeus superior. Vagus fortsætter herefter sit forløb lodret nedad halsen, hvor den under hele forløbet ligger sammen med vena jugularis interna og arteria carotis interna (senere arteria carotis communis).
Nedad mod halsen afgiver vagus de tre nervi cardiaci: nervus cardiacus superior, nervus cardiacus inferior og nervus cardiacus thoracalis, som alle sammen indgår i plexus cardiacus.
Nervus laryngeus recurrens afgår på højre side hvor vagus krydser arteria subclavia og på venstre side afgår den hvor vagus krydser arcus aortae.
Vagus ender i begge sider i plexus oesophagus hvori de langsomt aftager.

## Referrencer
1. ↑  Tranum-Jensen, Jørgen. Hovedets, halsens og de indre organers anatomi (11 udgave). Munksgaard. ISBN 978-87-628-1559-9.
2. ↑  Homback-Klonisch, Sabine (2019). Sobotta Clinical Atlas of Human Anatomy (1. English udgave). ISBN 9780702052736.